# Football Club Nitra
Il Football Club Nitra, meglio noto semplicemente come Nitra (e in precedenza anche come Plastika Nitra), è una società calcistica slovacca con sede a Nitra. Milita nella 4. Liga, la quarta divisione del campionato slovacco. Nel 1961 è stata finalista, nella Mitropa Cup, perdendo la finalissima (andata 2-2, ritorno 0-3) con il Bologna. Nella stagione 1989/1990, ha partecipato per la prima volta nella sua storia alla Coppa UEFA, venendo eliminata al primo turno, dai tedeschi del Colonia. In patria, il miglior piazzamento nella Corgoň Liga, rimane il terzo posto conquistato nella stagione 2007/2008.

## Giocatori
Tra gli altri, il Nitra ha lanciato al professionismo Erik Hrnčár vanta un centinaio di presenza nella Superliga.

## Palmarès

### Competizioni nazionali
- 2. Liga: 3

1994-1995, 1997-1998, 2004-2005

### Competizioni internazionali
- Coppa Intertoto: 3

1972, 1973, 1980

### Altri piazzamenti
- Campionato cecoslovacco:

Secondo posto: 1961-1962
Terzo posto: 1988-1989
- Campionato slovacco:

Terzo posto: 2007-2008
- Coppa di Slovacchia:

Semifinalista: 2005-2006
- 2. Liga (Slovacchia):

Secondo posto: 2016-2017
- Coppa Mitropa:

Finalista: 1961

## Statistiche e record

### Statistiche di squadra
- Miglior vittoria in casa: FC Nitra-Spartak Trnava 9-1 (1989/1990)
- Miglior vittoria in trasferta: Senica-FC Nitra 1-5 (2006/2007)
- Peggior sconfitta in casa: FC Nitra-Senica 0-5 (2010/2011)
- Peggior sconfitta in trasferta: Tatran Presov-FC Nitra 8-1 (1960/1961)
- Maggior numero di spettatori: 18.000 in FC Nitra-Spartak Trnava (1971/1972)

#### Coppe europee
- Mitropa Cup[1]
  - Secondo posto: 1961

UEFA Intertoto Cup/UEFA Intertoto Cup
| Stagione  | Round | Paese                  | Club         | Casa | Trasferta | Somma |
| --------- | ----- | ---------------------- | ------------ | ---- | --------- | ----- |
| 2006-2007 | 1     | Lussemburgo (bandiera) | Grevenmacher | 6-2  | 6-0       | 12-2  |
| 2006-2007 | 2     | Ucraina (bandiera)     | Dnepro       | 2-1  | 0-2       | 2-3   |
| 2008-2009 | 1     | Bielorussia (bandiera) | Neftchi Baku | 3-1  | 0-2       | 3-3   |

UEFA Cup/Europa League
| Stagione | Round | Paese               | Club     | Casa | Trasferta | Somma |
| -------- | ----- | ------------------- | -------- | ---- | --------- | ----- |
| 1989-90  | 1     | Germania (bandiera) | Colonia  | 0-1  | 1-4       | 1-5   |
| 2010-11  | 1     | Ungheria (bandiera) | ETO Győr | 2-2  | 1-3       | 3-5   |

## Organico

### Rosa 2023-2024
Aggiornata al 25 ottobre 2023.
| N. |                                 | Ruolo | Calciatore      |
| -- | ------------------------------- | ----- | --------------- |
| 1  | Slovacchia (bandiera)           | P     | Dávid Šípoš     |
| 4  | Slovacchia (bandiera)           | D     | Erik Šuľa       |
| 5  | Slovacchia (bandiera)           | D     | Kristián Kolčák |
| 6  | Bosnia ed Erzegovina (bandiera) | C     | Alen Mustafić   |
| 7  | Germania (bandiera)             | C     | Sinan Kurt      |
| 8  | Slovacchia (bandiera)           | A     | Ondrej Vrábel   |
| 9  | Slovacchia (bandiera)           | C     | Tomáš Hambálek  |
| 11 | Slovacchia (bandiera)           | D     | Lukáš Fabiš     |
| 12 | Slovacchia (bandiera)           | C     | Dominik Guláš   |
| 13 | Filippine (bandiera)            | A     | Oliver Bias     |
| 14 | Germania (bandiera)             | C     | Ole Käuper      |
| 16 | Slovacchia (bandiera)           | A     | Marián Chobot   |
| 17 | Germania (bandiera)             | D     | Ekin Çelebi     |
| 18 | Slovacchia (bandiera)           | A     | Matej Franko    |

| N. |                       | Ruolo | Calciatore                |
| -- | --------------------- | ----- | ------------------------- |
| 19 | Slovacchia (bandiera) | A     | Patrik Danek              |
| 20 | Slovacchia (bandiera) | A     | Ján Ferleťák              |
| 21 | Senegal (bandiera)    | D     | Tidiane Ba                |
| 22 | Slovacchia (bandiera) | C     | Peter Chríbik             |
| 23 | Germania (bandiera)   | A     | Benjamin Kindsvater       |
| 26 | Slovacchia (bandiera) | A     | Erik Jendrišek (capitano) |
| 27 | Kosovo (bandiera)     | C     | Eroll Zejnullahu          |
| 28 | Svizzera (bandiera)   | A     | Kilian Pagliuca           |
| 31 | Slovacchia (bandiera) | P     | Michal Trnovský           |
| 33 | Slovacchia (bandiera) | P     | Róbert Baláži             |
| 39 | Germania (bandiera)   | C     | Yanni Regäsel             |
| 44 | Slovacchia (bandiera) | C     | Ádam Mészáros             |
| 77 | Slovacchia (bandiera) | A     | Jakub Tancík              |
|    | Slovacchia (bandiera) | P     | Róbert Veselovský         |